# دانشکده اطلاعات دانشگاه آریزونا
دانشکده اطلاعات دانشگاه آریزونا یک بخش دانشگاهی و مدرسه حرفه ای چند رشته‌ای است که در کالج علوم اجتماعی و رفتاری دانشگاه قرار دارد. این مدرسه بر بسیاری از جنبه‌های سازماندهی، مدیریت یا استفاده از اطلاعات و تأثیر آن بر افراد و جامعه تمرکز می‌کند. این دپارتمان جدید که ترکیبی از دانشکده منابع اطلاعات و علوم کتابداری (SIRLS) و دانشکده علم، فناوری و هنر (SISTA) است، میزبان استادان و دانشجویانی است که در تحقیقات و آموزش در زمینه‌های علوم اطلاعاتی فعالیت می‌کنند. .
دانشکده اطلاعات گواهینامه‌های فارغ‌التحصیلی را برای متخصصان با مدارک پیشرفته ارائه می‌دهد تا دانش و مهارت‌های خود را در موارد زیر به روز کنند:
- مدیریت اطلاعات دیجیتال (معروف به "DigIn") (UA Online)
- مطالعات آرشیو (UA Online)
- کتابداری حقوق
- اطلاعات حقوقی و ارتباطات علمی
- اطلاعات پزشکی و سلامت جامعه (UA Online)

## باشگاه‌ها و فعالیت‌های دانشجویی
سازمان‌های فعال کتابخانه‌ای این دانشکده عبارتند از:
- سازمان دانشجویی کتابخانه (LSO)
- انجمن کتابداران مترقی (PLG)
- فصل دانشجویی انجمن کتابخانه‌های ویژه (SLA)
- فصل انجمن کتابخانه‌های ویژه آریزونا (SLA)